# Amnicon (Wisconsin)
Amnicon es un pueblo ubicado en el condado de Douglas en el estado estadounidense de Wisconsin. En el Censo de 2010 tenía una población de 1.155 habitantes y una densidad poblacional de 11,42 personas por km².

## Geografía
Amnicon se encuentra ubicado en las coordenadas 46°34′59″N 91°52′25″O / 46.58306, -91.87361. Según la Oficina del Censo de los Estados Unidos, Amnicon tiene una superficie total de 101.12 km², de la cual 100.58 km² corresponden a tierra firme y (0.53%) 0.53 km² es agua.

## Demografía
Según el censo de 2010, había 1.155 personas residiendo en Amnicon. La densidad de población era de 11,42 hab./km². De los 1.155 habitantes, Amnicon estaba compuesto por el 95.5% blancos, el 0.95% eran afroamericanos, el 0.95% eran amerindios, el 0.52% eran asiáticos, el 0% eran isleños del Pacífico, el 0.09% eran de otras razas y el 1.99% pertenecían a dos o más razas. Del total de la población el 0.69% eran hispanos o latinos de cualquier raza.